# Friedrich Rode

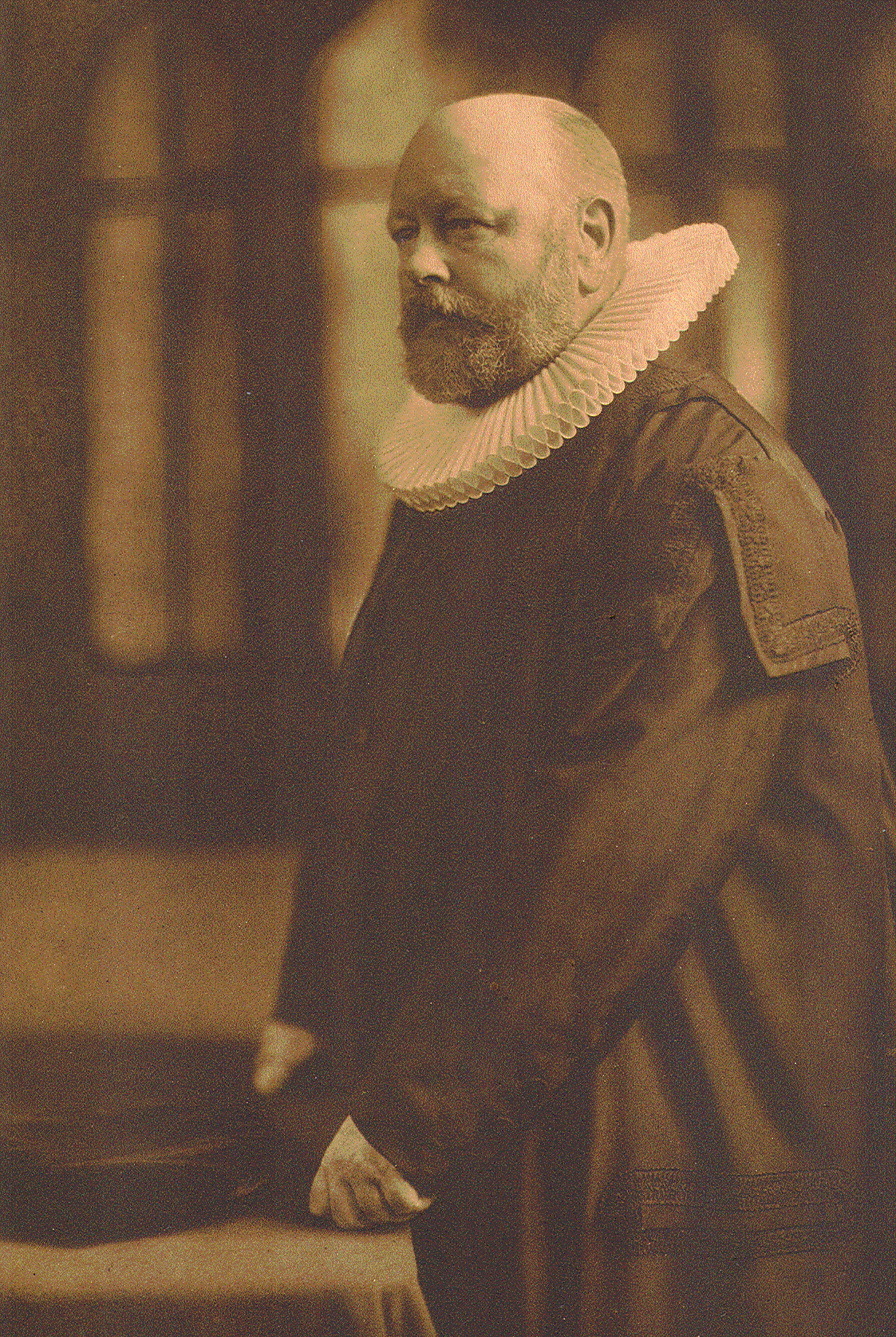
Rode 1905

Friedrich Gottlieb Theodor Rode (* 21. Juli 1855 in Hamburg; † 14. Juni 1923 ebenda) war ein deutscher evangelischer Theologe und Politiker.

## Leben
Rode wuchs in Hamburg auf und besuchte die Gelehrtenschule des Johanneums. Er studierte Theologie in Zürich, Leipzig und Jena. Er promovierte mit dem kirchengeschichtlichen Thema Geschichte der Reaktion Kaiser Julian's gegen die christliche Kirche 1877. Rode wurde 1880 Diakon an der St.-Petri-Kirche in Hamburg und stieg dort 1896 zum Hauptpastor auf. Zum Abgeordneten der Hamburgischen Bürgerschaft wurde Rode 1895 gewählt, er schloss sich dort der Fraktion der Rechten an. Rode sprach sich 1906 gegen die als Wahlrechtsraub bekannt gewordene Verfassungsänderung aus, die einen weiteren Steuerzensus im hamburgischen Wahlrecht einführte. Die Fraktion der Rechten benannte sich 1916 in Fraktion der Nationalliberalen Partei um.
Ab 1919 war Rode Fraktionsvorsitzender der Deutschen Volkspartei in der Bürgerschaft. Rode gehörte der Bürgerschaft bis 1923 an.
Mit seiner Wahl zum Senior des geistlichen Ministeriums 1920 wurde er der Leitende Geistliche der Evangelisch-Lutherischen Kirche Hamburgs.
Rode wurde 1921 Ehrenmitglied der Universität Hamburg, die ihn damit für sein Eintreten für die Gründung ehrte. 1970 wurde zu seinen Ehren der Rodeweg im Hamburger Stadtteil Billstedt benannt.